# St. Andreas (Lübbecke)

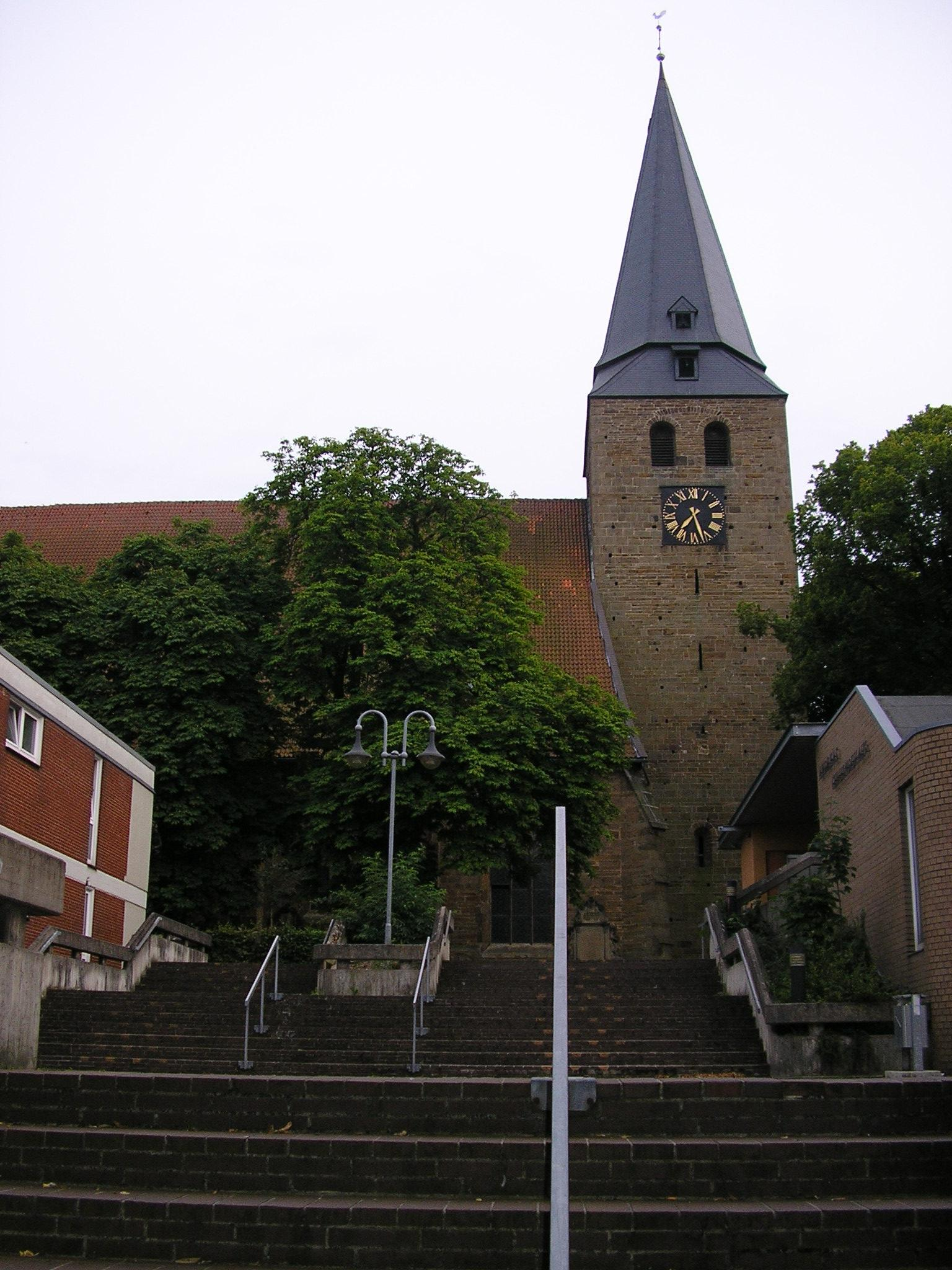
Der Turm der Kirche ist rund 70 Meter hoch.

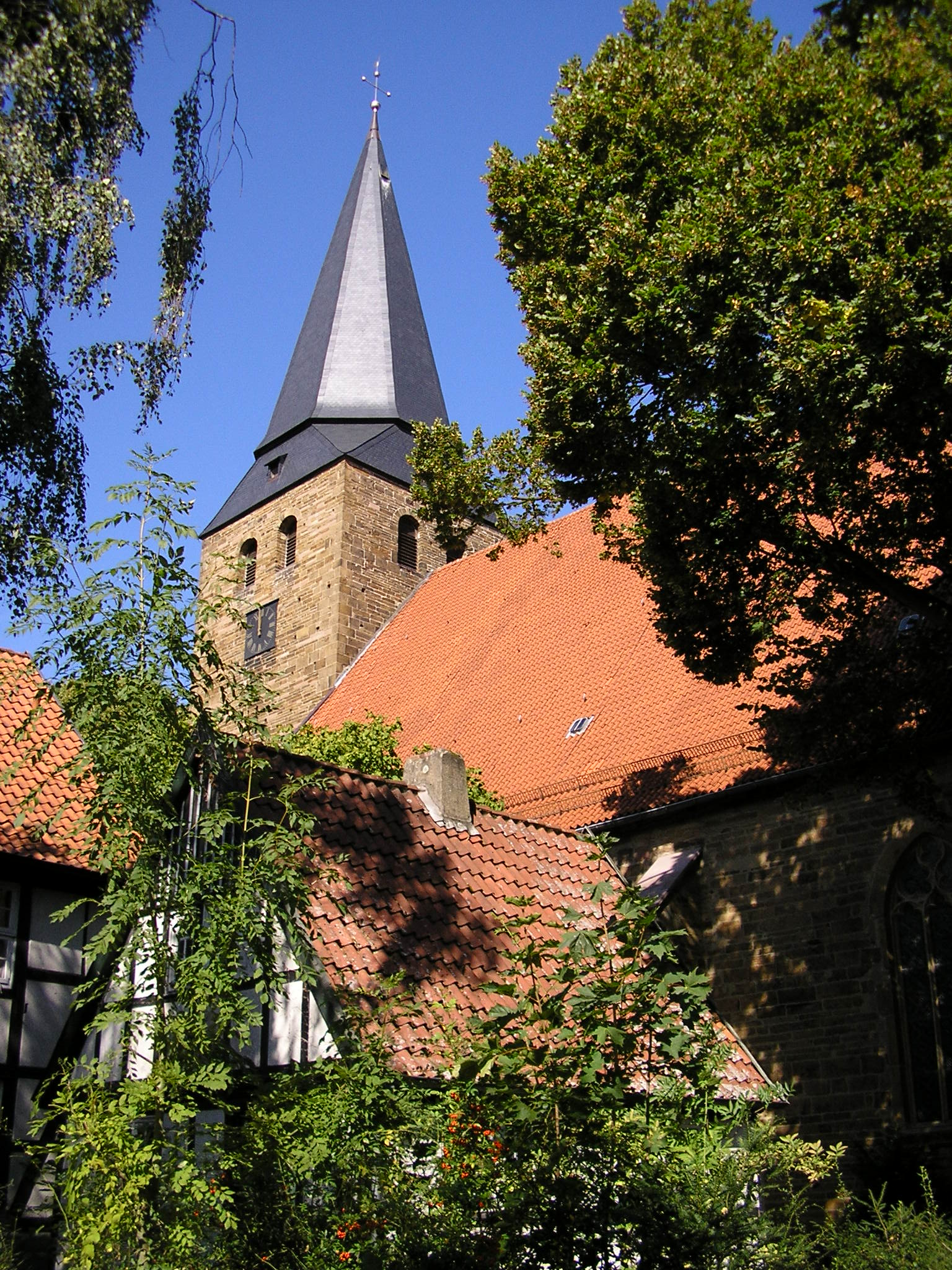
St. Andreas

Die heute evangelisch-lutherische Pfarrkirche St. Andreas in Lübbecke zählt zu den Urpfarreien des Bistums Minden.

## Geschichte
Das Kollegiatstift St. Andreas in Lübbecke war, ehe es 1295 nach Lübbecke verlegt wurde, im Jahr 1274 als Johanneskapitel zu Ahlden an der Aller gegründet worden. 1280 wurde es zunächst nach Neustadt am Rübenberge und 1295 aus Sicherheitsgründen nach Lübbecke verlegt. Die dortige Andreaskirche wurde zum Kollegiatstift erhoben. 1550 wurde an St. Andreas die Reformation eingeführt und die Kirche lutherische Pfarrkirche. Das Kapitel wurde simultan, 1624 gab es fünf lutherische und einen römisch-katholischen Kanoniker. Die Aufhebung des Kollegiatstiftes erfolgte erst 1810 durch die Regierung in Kassel (Königreich Westphalen).
Bis zum Bau der Kirche in Oberbauerschaft im Jahr 1899 mussten die Bewohner dieses Ortes, der südlich, also auf der anderen Seite des Wiehengebirges, liegt, den Gottesdienst in Lübbecke besuchen. Ein Waldweg nach Lübbecke, der Alte Kirchweg, und eine eigene Eingangstür an der Nordseite der Andreaskirche zu Lübbecke bezeugen diesen historischen Umstand.

## Baugeschichte
Der ursprünglich einschiffige kreuzförmige Bau mit Westturm wurde wohl zwischen 1160 und 1180 im romanischen Stil errichtet. Für den Bau der Kirche sollen die Steine der ehemaligen Meeseburg, die sich auf dem Gipfel des Meesenkopf im Wiehengebirge befand, verwendet worden sein.
1350 erfolgte durch den Anbau von zwei Seitenschiffen die Umwandlung zur gotischen Hallenkirche. Dieser Stilwechsel ist im Inneren der Kirche noch gut erkennbar. Wie der datierende Inschriftstein von 1350 in lateinischer Sprache mitteilt, wütete im gleichen Jahr die Pest in Lübbecke, für die die Juden der Stadt (wie andernorts) als vermeintliche Verursacher verantwortlich gemacht wurden (Übersetzung der Inschrift etwa: „Im Jahre 1350, als die Pest war, als die Geisler durchzogen und die Juden getötet wurden, wurde auch diese Kirche erweitert“). Bei der 1959–62 durchgeführten Restaurierung konnten im Inneren Reste von Wand- und Deckenmalereien freigelegt werden, die zum Teil noch aus dem 13. Jahrhundert stammen. 

## Ausstattung

### Altar mit westfälischem Abendmahl

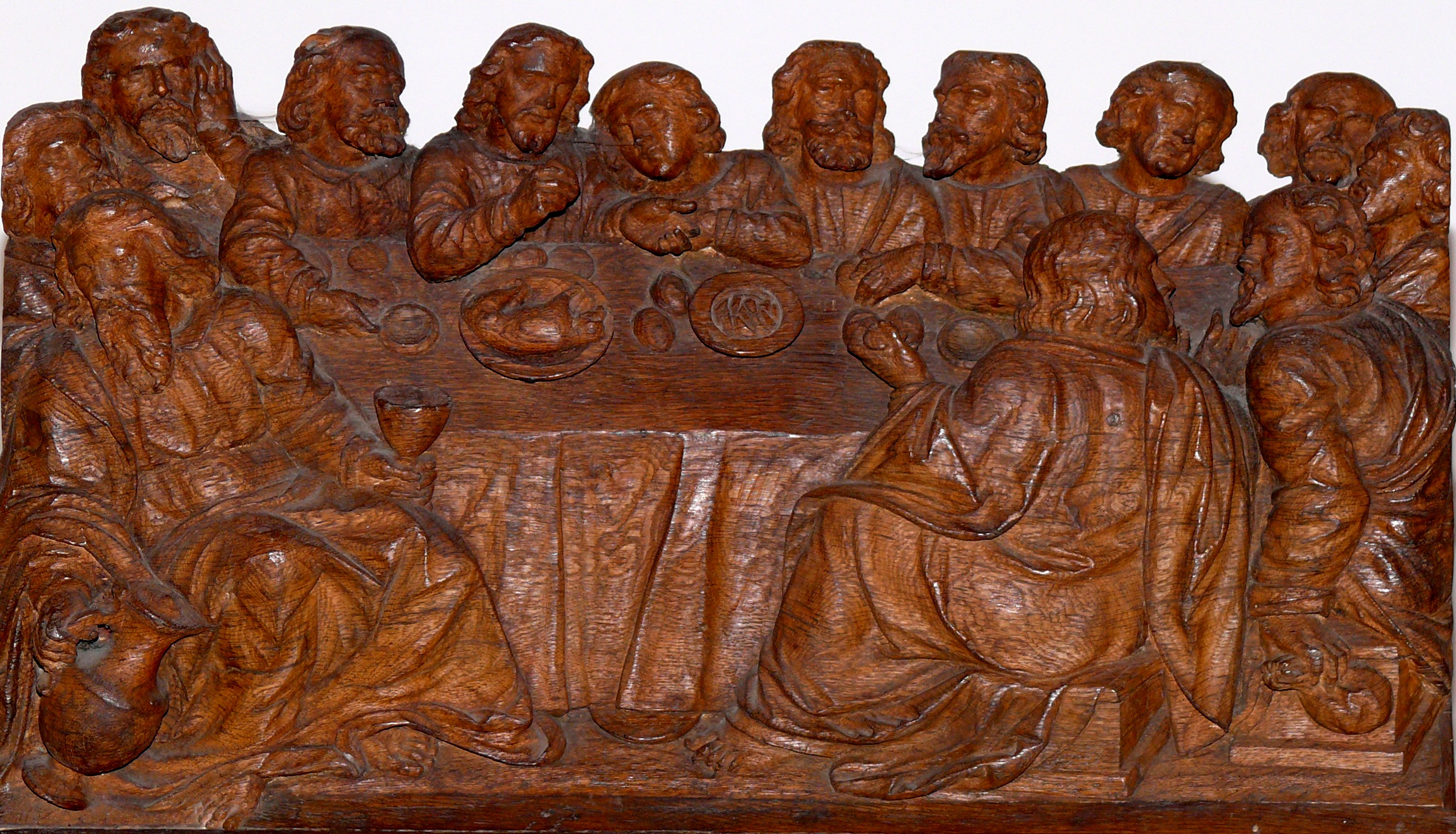
Westfälisches Abendmahl auf dem Altar der Andreaskirche

Auf dem Altar steht eine geschnitzte Darstellung des letzten Mahles Jesu mit seinen Jüngern. Die Gruppe war ursprünglich farbig gestaltet. Auf der rechten Seite ist der Jünger Judas mit einem Geldbeutel in der Hand dargestellt (Judas hat nach der Bibel Jesus für 30 Silberstücke verraten). Anders als bei der biblischen Schilderung wird nicht Brot und Wein ausgeteilt: Auf dem Teller sind Spanferkel und Grünkernsuppe zu sehen. Hier ist wie in der Wiesenkirche in Soest mit typisch westfälischen Gerichten ein westfälisches Abendmahl dargestellt.

### Orgel
Im Orgelgehäuse von 1628, das 1642 erweitert wurde, ist heute eine Orgel eingebaut, die 1962 als Opus 288 in der Orgelwerkstatt Gustav Steinmann aus Vlotho-Wehrendorf entstand. Sie verfügt über 25 Register auf zwei Manualen und Pedal. Der Orgelprospekt stammt von der Orgel, die der Orgelbauer Cord Kröger 1628/42 für die Andreaskirche gebaut hatte und die damals einen Umfang von 21 Registern hatte. Die derzeitige Orgel entspricht nach Ansicht von Fachleuten nicht mehr den technischen und klanglichen Anforderungen für ein breites Spektrum der Orgelmusik. Deshalb bemüht sich ein Orgelbauverein um den Neubau einer Orgel, wiederum im historischen Gehäuse.

### Weitere Ausstattung
Zur Ausstattung gehören ferner ein gotischer Taufstein in Pokalform, ein gotisches Sakramentshaus von 1499 und ein lebensgroßer um 1200 gefertigter Kruzifixus, ein an Krone, Faltenwurf des Lendentuchs und Stellung der Füße erkennbares Triumphkreuz. Außerdem hat sich eine ganze Reihe von Epitaphen erhalten. 

### Turm und Glocken
Der Turm der Kirche ist fast 70 m hoch und damit einer der höchsten Kirchtürme einer Kleinstadt. Seit Ende 2008 wird er nachts durch Scheinwerfer von außen angestrahlt.
Im Turm befinden sich fünf Glocken. Vier Glocken in der Glockenstube bilden das Glockengeläut, eine fünfte Glocke im unteren Teil der Turmspitze dient als Stundenschlagglocke.
| Glocke | Namen              | Gießer, Gussort                          | Gussjahr | Masse   | Durchmesser | Schlagton |
| ------ | ------------------ | ---------------------------------------- | -------- | ------- | ----------- | --------- |
| 1      | Vaterunserglocke   | Glocken- und Kunstgießerei Rincker, Sinn | 1953     | 1899 kg | 1515 mm     | c′        |
| 2      |                    | vermutlich Johannes Frese in Lübbecke    | 1508     | 1500 kg | 1310 mm     | es′       |
| 3      | Totenglocke        | Glocken- und Kunstgießerei Rincker, Sinn | 1953     | 0765 kg | 1124 mm     | f′        |
| 4      | Betglocke          | Glocken- und Kunstgießerei Rincker, Sinn | 1953     | 0451 kg | 0944 mm     | as′       |
|        |                    |                                          |          |         |             |           |
| I      | sogen. Sturmglocke | unbekannt                                | 1577     |         | 1114 mm     | ges′      |

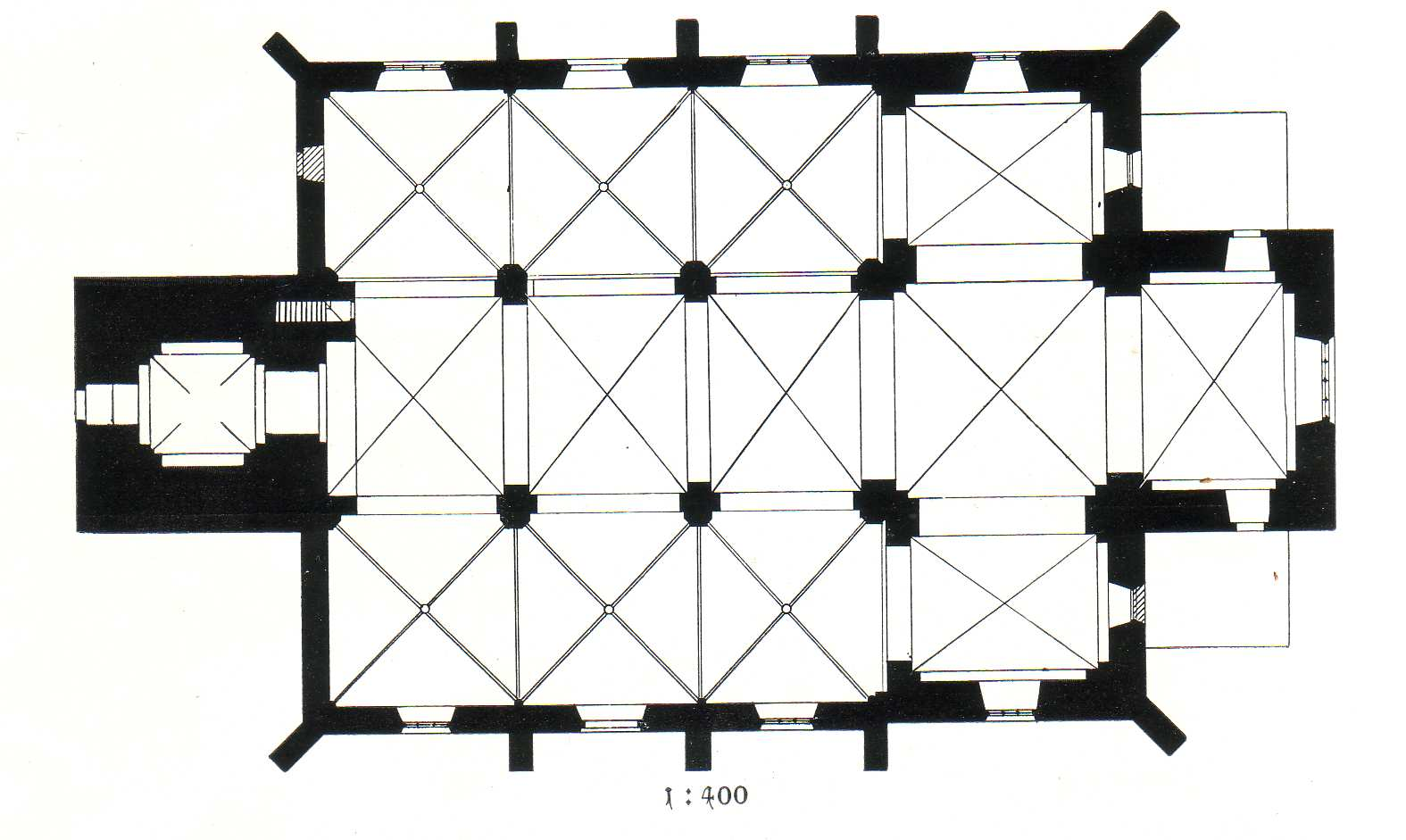
Grundriss 1907
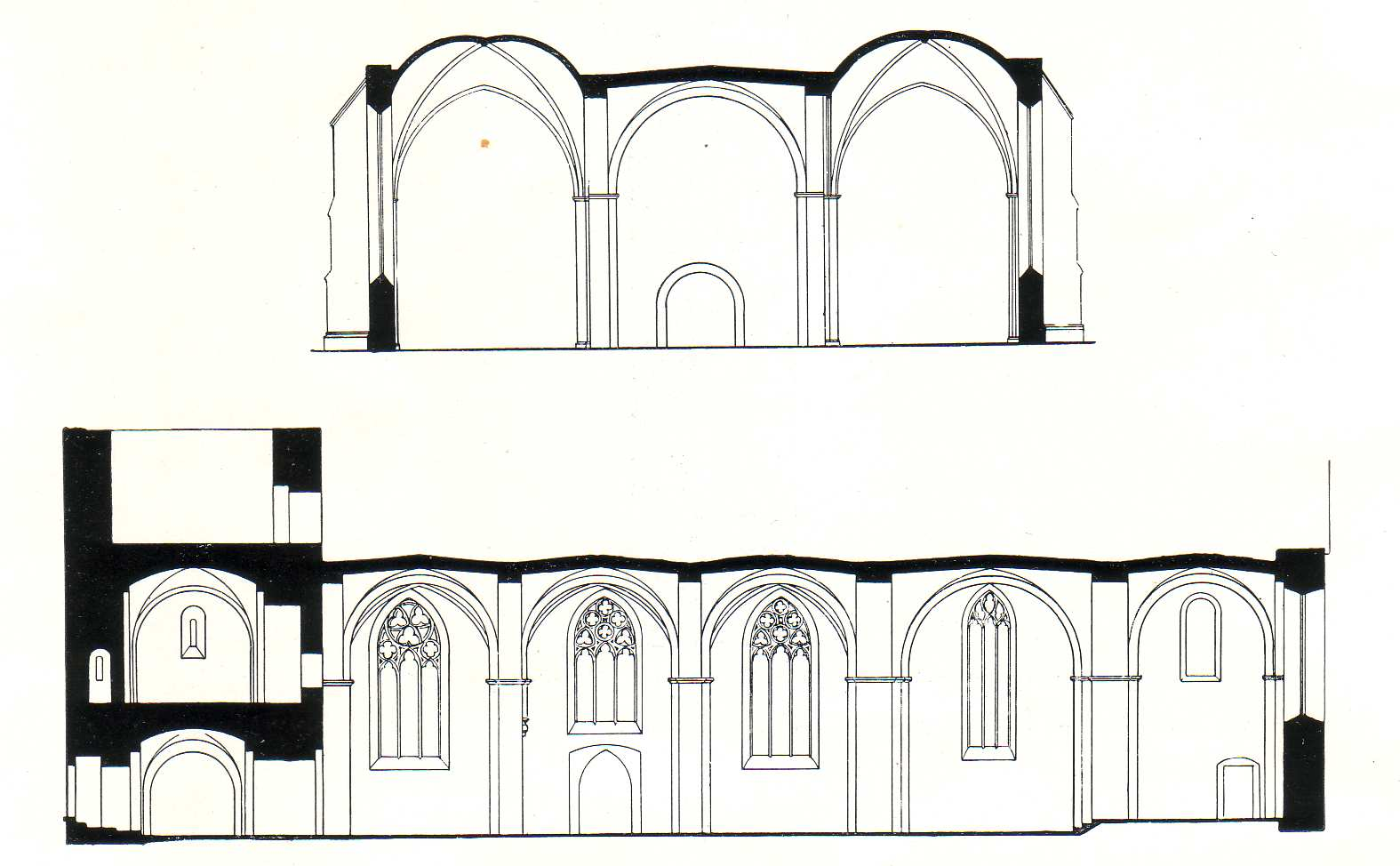
Quer- und Längsschnitt 1907
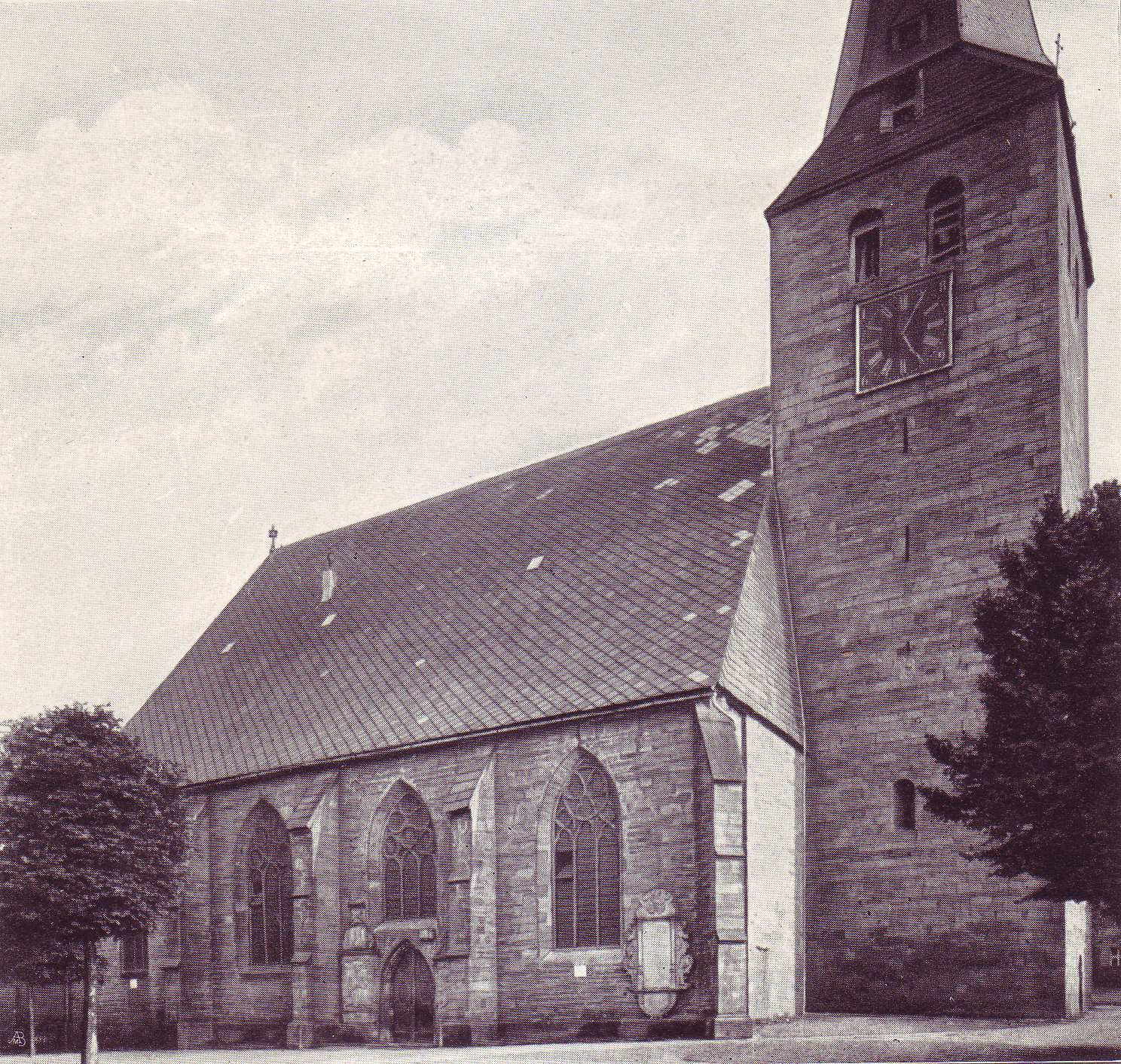
Die St.-Andreas-Kirche 1904
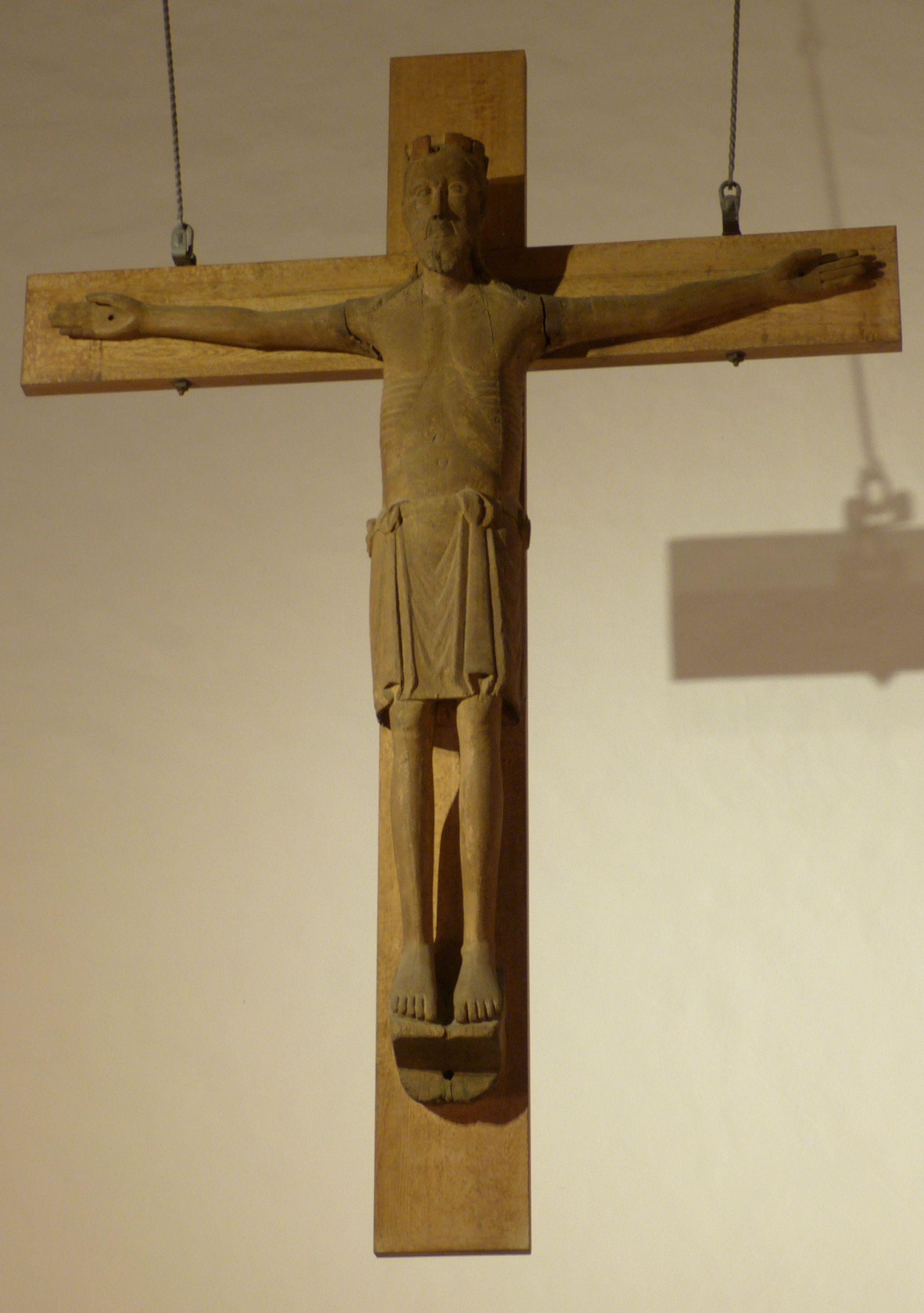
Triumphkreuz über dem Altar